# Corynoptera inexspectata
Corynoptera inexspectata är en tvåvingeart som beskrevs av Risto Kalevi Tuomikoski 1960. Corynoptera inexspectata ingår i släktet Corynoptera, och familjen sorgmyggor. Arten är reproducerande i Sverige.